# Zoroslava Drobná
Zoroslava Drobná (22. prosince 1907 Husovice – 21. června 1988 Brno) byla česká historička umění a archeoložka. Během svého působení v Národním muzeu uveřejnila několik vědeckých monografií a připravila řadu výstav o středověkém umění a kultuře.

## Život
Narodila se v Husovicích, část její rodiny pocházela z obce Nosislav. V letech 1928–1933 vystudovala estetiku a dějiny umění v semináři Eugena Dostála na Filozofické fakultě Masarykovy univerzity v Brně. Roku 1933 získala titul PhDr. V letech 1933-1934 pobývala jako stipendistka na univerzitě ve Florencii, kde studovala klasickou archeologii a dějiny umění (Mario Salmi). Po návratu do Brna byla knihovnicí Semináře dějin umění FF MU (1934-1936).
V předválečných letech pracovala v Městském muzeu v Brně (1934-1940), kde roku 1937 instalovala lapidárium v křížové chodbě kláštera františkánů. Hned po absolutoriu studia začala publikovat recenze a odborné stati o umění 14.–18. století. Byla výtvarnou referentkou časopisů Index a Volné směry.
Počátkem okupace byla za levicové názory a především kvůli partnerovi, zapojenému do protinacistického odboje, krátce uvězněna a roku 1939 musela z muzea odejít. Po krátkém období práce v Archivu hl. m. Prahy u Václava Vojtíška nastoupila v lednu roku 1940 do oddělení historické archeologie Národního muzea v Praze, kde v letech 1941–1945 pod vedením Josefa Opitze začala připravovat publikace o Lapidáriu (kniha Karlův most vyšla již roku 1941, katalog Lapidária roku 1958). Dále pracovala pod vedením a v úzké vědecké spolupráci s Vladimírem Denksteinem a po jeho povýšení do funkce ředitele Historického muzea byla od r. 1956 vedoucí historicko-archeologického oddělení, 1959-1960 vedoucí numismatického oddělení. Roku 1945 vstoupila do KSČ, dále byla členkou SČSP a mezinárodní muzejní organizace ICOM; pilně se učila cizí jazyky, začala francouzštinou a němčinou, během války se sama naučila rusky, dále částečně italsky a anglicky. Díky své odbornosti směla i v době železné opony cestovat do mnoha zemí, například do Egypta a Sýrie. Dlouhodobě působila jako redaktorka Časopisu Národního muzea, a členka vědecké rady Uměleckoprůmyslového muzea v Praze. Žila jako svobodná a bezdětná; v období práce v muzeu bydlela v Hodkovičkách, v důchodu se vrátila do Brna.

## Dílo
Věnovala se především gotickým památkám. Již před válkou a během války publikovala drobné monografie – sešitky – z edice Poklady národního umění, věnované významným architektonickým a sochařským dílům. V 50. letech svou hlavní vědeckou práci zaměřila na projekt umění doby husitské, především na iluminované rukopisy a kresby (zejména Jenský kodex) a na archeologický výzkum Nového hradu u Kunratic. V širokém kulturně-historickém kontextu se věnovala uměleckým řemeslům, zejména historii středověkého odívání, církevní výšivce a keramice. Poslední léta muzejní práce věnovala pořádání odkazu a Památníku Františka Palackého a Františka Ladislava Riegera.

### Monografie
- František Kaláb. Monografická studie, Brno 1934
- Brno - Nová radnice - Městské lapidárium, Brno 1937
- Benediktinský klášter v Třebíči
- Farní kostel sv. Jakuba v Brně, Praha 1940
- Karlův most, Praha 1940
- Předklášteří u Tišnova, Praha 1940
- Bazilika sv. Prokopa v Třebíči, nakl. Vyšehrad, VO UB Praha 1941
- Benediktinský klášter v Rajhradě, Praha 1942
- Les trésors de la broderie religieuse en Tchécoslovaquie (Církevní výšivka v Čechách – pouze fr.), Praha 1950
- Die Gotische Zeichnung in Böhmen, angl. Gothic Drawing in Bohemia, Praha 1956
- Lapidarium Národního musea (spolu s Janou Kybalovou a V. Denksteinem, fotografoval Josef Sudek; SNKLU Praha 1958
- Jenský kodex : husitská obrazová satira z konce středověku, Praha 1970
- Památník Františka Palackého a F.L. Riegera. NM Praha 1970, Praha 1999 (s V. Přenosilovou)
- Kroje, zbroj a zbraně doby předhusitské a husitské (1350–1450) (s Janem Durdíkem a Eduardem Wagnerem), Praha 1956, též angl., něm. Praha 1958

### Výstavy
- 1953 Husitské revoluční hnutí
- 1956 Česká vesnice ve středověku
- 1958 Jiří z Poděbrad a jeho doba
- 1963 Středověká keramika v Československu
- 1968 Obrazy z českých dějin
- V Kostnici roku 1965 vytvořila expozici pro Husův památník.[2]